# Zastoj fermentacije (vinarstvo)
Zastoj fermentacije je česta pogreška koja se proizvođačima vina događa u procesu vinifikacije.  Nastaje zbog izostanka uporabe selekcioniranih kvasaca ili loše pripreme kvasaca, zatim zbog niske ili visoke temperature vrenja odnosno nekontrolirane fermentacije kao i zbog nepoštivanja karence sredstava za zaštitu bilja.